# Pedro Fajardo
Pedro Fajardo y Fernández de Córdoba (ur. w 1530/1531 w Vélez-Blanco, zm. 12 lutego 1579 r.) – dyplomata hiszpański, poseł króla Hiszpanii Filipa II (1527-1598), przebywał w Polsce podczas pierwszej wolnej elekcji w 1573 roku, promując do tronu polskiego arcyksięcia Ernesta Habsburga, syna cesarza Maksymiliana II.
Pochodził z rodu Fajardo – jego dziadkiem był Pedro Fajardo y Chacón, pierwszy markiz de los Vélez, zmarły w 1542 roku. Wpływowa rodzina Fajardo była związana z Murcją  – miastem w południowo-wschodniej Hiszpanii. Tytuł markiza Vélez został im przyznany przez Ferdynanda Katolickiego w 1507 roku. Pedro Fajardo y Córdoba był synem Luisa Fajarda de la Cuevy i Leonor Fernández de Córdoba y Zúñiga, III markizem Vélez,  hiszpańskim grandem, II markizem de Molina, seniorem Muli, Librilli, Alhamy, Benitagli, adelantado mayor i kapitanem generalnym Królestwa Murcji, alkadem miejscowości Lorca, komandorem Orderu Świętego Jakuba, członkiem Rady Stanu i Rady Wojennej Filipa II, głównym majordomem królowej Mariany Austriackiej.
Don Pedro był człowiekiem dworu i urzędnikiem państwowym. W latach 1572–1575 powstała ambasada nadzwyczajna przy cesarzu, którą powierzono właśnie jemu (1572–1574). Filip II wysyłając Fajardo do Wiednia miał nadzieję, iż za jego pośrednictwem uda im się pozyskać cesarza do ligi generalnej przeciwko Turkom. W międzyczasie pojawiła się kwestia przyciągnięcia Polski do obozu habsburskiego, przede wszystkim dla współpracy przeciwko Turcji. Kiedy w 1572 roku w Polsce wygasła linia Jagiellonów, a Maksymilian II rozpoczął starania o koronę polską, Filip II energicznie wsparł dom habsburski. Wysłał do Polski w roli ambasadora nadzwyczajnego – Don Pedro Fajardo. Jego misja dyplomatyczna nie odniosła jednak pożądanego skutku. 
W 1574 r. zaostrzyły się napięcia między frakcjami w Genui, republice sprzymierzonej z Hiszpanią. Juan de Idiáquez został mianowany ambasadorem nadzwyczajnym w tym kraju, a towarzyć miał mu Pedro Fajardo, markiz de los Vélez, który jednak odmówił i, najwyraźniej bez królewskiego pozwolenia, postanowił wrócić do Hiszpanii.
W maju 1575 r. przebywał w Barcelonie, gdzie spędził kilka miesięcy ze swoją żoną, Mencią de Zúñiga y Requeséns. Wrócił do Madrytu w połowie 1575 r. Dzięki wpływem Antonia Péreza odzyskał uznanie na dworze, aczkolwiek pozostawał narzędziem w ręku intrygującego sekretarza. Po upadku Péreza Pedro Fajardo zachorował w listopadzie lub grudniu 1578 r. Świadomy niełaski władcy postanowił w styczniu 1579 r. wycofać się do swojego zamku w Vélez-Blanco. Zmarł w drodze 12 lutego 1579 r.,  prawdopodobnie gdzieś w La Manchy, w Albacete lub w Murcji.